# Ambroży (Wajnahij)
Ambroży, imię świeckie Wasyl Wasylowycz Wajnahij (ur. 1985 w Busztynie) – duchowny Ukraińskiego Kościoła Prawosławnego Patriarchatu Moskiewskiego, od 2019 biskup pomocniczy eparchii boryspolskiej z tytułem biskupa zhuriwskiego.

## Życiorys
Pochodzi z obwodu zakarpackiego. W 2006 r. ukończył kijowskie seminarium duchowne. 21 grudnia 2008 został postrzyżony w małą schimę. 14 stycznia 2009 został wyświęcony na diakona, a 12 kwietnia 2009 przyjął święcenia kapłańskie. 8 stycznia 2014 został wyniesiony do godności archimandryty. 3 kwietnia 2019 Synod Cerkwi ukraińskiej wybrał go na biskupa zhuriwskiego, sufragana eparchii boryspolskiej. Chirotonię biskupią otrzymał 13 kwietnia 2019.